# Vaulnaveys-le-Haut
Vaulnaveys-le-Haut è un comune francese di 3 531 abitanti situato nel dipartimento dell'Isère della regione dell'Alvernia-Rodano-Alpi.

## Società

### Evoluzione demografica
Abitanti censiti